# Samuel Brody
Samuel Brody (* 1890 in Litauen; † 6. August 1956 in Columbia (Missouri)) war ein US-amerikanischer Ernährungswissenschaftler.

## Leben
Brody folgte 1906 seinem Bruder und emigrierte nach Kanada. Nachdem er sich mit Arbeiten als Maschinist, Bergarbeiter, Fischer mit Haustürgeschäften über Wasser hielt, siedelte er nach New Hampshire über, wo ein weiterer älterer Bruder von ihm wohnte. Hier arbeitete er zunächst als Maschinist. Sein Interesse galt aber den Lebewesen und nach einigen Monaten gelang es ihm, ein Platz an der nationalen Landwirtschaftsschule in Pennsylvania zu erhalten. Dort hörte er von T. Brailsford Robertson, der an der University of California, Berkeley unterrichtete, und fasste den Entschluss, bei diesem zu studieren. Autodidaktisch brachte er sich Lesen und Schreiben in Englischer Sprache bei, um den schriftlichen Aufnahmetest an der University of California zu bestehen.
Ab 1916 studierte er in Berkeley und sein Interesse galt insbesondere der Ernährung. 1917 erlangte er den Bachelor, 1919 den Master für Biochemie. Nach einer kurzen Tätigkeit bei der US Air Force wechselte er an die University of California Medical School und wurde 1920 Professor an der Abteilung für Milchwirtschaft (Department of Dairy Husbandry) der University of Missouri.
1920 heiratete er Sophie Edith Dubosky, aus der Ehe gingen zwei Söhne hervor.
1928 studierte er im Rahmen eines Sabbaticals an der University of Chicago um die Voraussetzungen zum Ph.D. zu erfüllen. Zwischen 1930 und 1931 weilte er mit einem Guggenheim-Stipendium an fünf europäischen Universitäten.
Brody starb 1956 allein in seinen Arbeitsräumen an einem Herzinfarkt.

## Werk
Bereits in Berkeley beschäftigte sich Brody mit Wachstum und Energiehaushalt bei Tieren. Er untersuchte das Wachstum sowie dessen Beeinflussung bei Haustieren und veröffentlichte die Ergebnisse seiner Forschung in 66 Bulletins of the Missouri Agricultural Experiment Station. Darüber hinaus war er Autor von 92 Beiträgen in wissenschaftlichen Zeitschriften über Wachstum, Wachstumsfunktionen, Milchbildung, Energiestoffwechsel, Schilddrüsenfunktion, Thermoregulation und Altern. Sein Hauptwerk ist das 1945 erschienene Bio-Energetics and Growth.